# Pithecellobium campechense
Pithecellobium campechense är en ärtväxtart som beskrevs av Cyrus Longworth Lundell. Pithecellobium campechense ingår i släktet Pithecellobium och familjen ärtväxter. Inga underarter finns listade i Catalogue of Life.